# Philip Marlowe

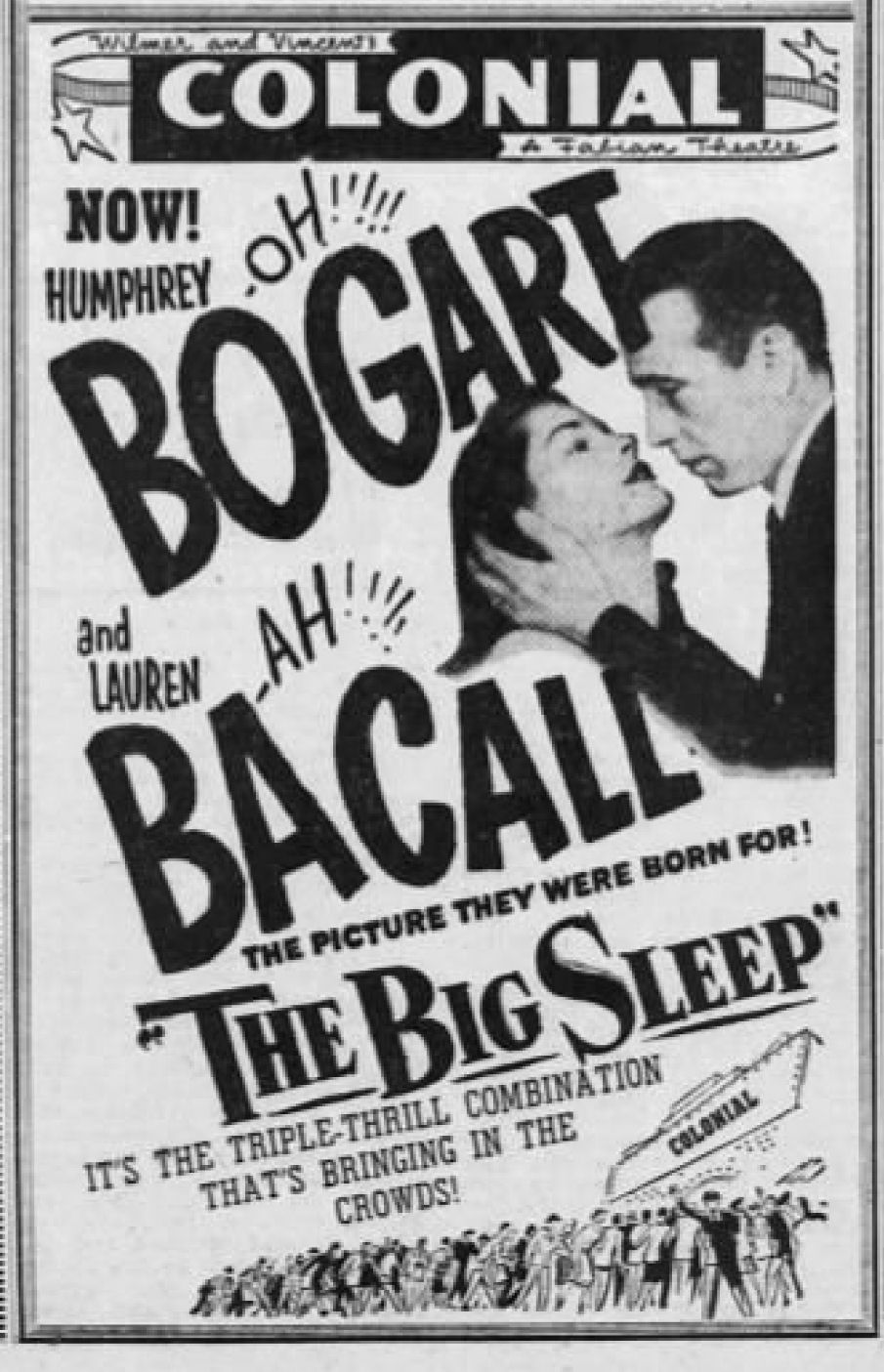
Humphrey Bogart speelde Philip Marlowe in The Big Sleep

Philip Marlowe is een personage, gecreëerd door Raymond Chandler. Hij verschijnt als privédetective in een reeks politieromans, waaronder het in 1939 gepubliceerde The Big Sleep. 
Marlowe werd voor het eerst opgevoerd in het korte verhaal Finger Man, gepubliceerd in 1934. Chandler heeft hier nog niet zijn karakteristieke stijl ontwikkeld en Marlowe is moeilijk te onderscheiden van zijn andere personages, zoals Johnny Dalmas. In tegenstelling tot de latere romans waar Marlowe in Los Angeles woont, speelt Finger Man zich af in de fictieve stad San Angelo. Marlowe is een typisch voorbeeld van het soort personages in misdaadromans waarvan Dashiell Hammett de geestelijke vader is. Marlowe is cool, slim, wereldmoe, drinkt en rookt stevig, praat stoer en kleedt zich in donkere, grijze pakken. Hij is een eenling, woont in eenzame kamers en werkt in lege kantoren. Zijn personage reflecteert de cynische, harde wereld van steden als Los Angeles in die tijd.  
In filmadaptaties van Chandlers werk wordt Philip Marlowes personage onder meer vertolkt door Robert Mitchum, Elliott Gould, James Garner en James Caan. De bekendste vertolking is die van Humphrey Bogart in de film noir The Big Sleep uit 1946.